# Sohag International Airport
Sohag International Airport är en flygplats i Egypten.   Den ligger i guvernementet Sohag, i den centrala delen av landet, 400 km söder om huvudstaden Kairo. Sohag International Airport ligger 98 meter över havet.
Terrängen runt Sohag International Airport är platt åt nordost, men åt sydväst är den kuperad.  Trakten runt Sohag International Airport är nära nog obefolkad, med mindre än två invånare per kvadratkilometer. Närmaste större samhälle är Jirjā, 15,2 km öster om Sohag International Airport. Trakten runt Sohag International Airport är ofruktbar med lite eller ingen växtlighet.